# Antoine Ferrein
Antoine Ferrein (Frespech, 25 ottobre 1693 – Parigi, 28 febbraio 1769) è stato un medico e anatomista francese.
Medico-capo dell'armata d'Italia dal 1733 al 1735, fu professore di medicina e chirurgia al Collège Royal e membro dell'Académie des sciences (1742).
A lui devono il nome le piramidi di Ferrein.